# Nimbarus
Genre
Nimbarus est un genre d'araignées aranéomorphes de la famille des Salticidae.

## Distribution
Les espèces de ce genre se rencontrent en Guinée et au Cameroun.

## Liste des espèces
Selon World Spider Catalog (version 22.0, 02/02/2021) :
- Nimbarus nimbus Szűts & Maddison, 2021
- Nimbarus pratensis Rollard & Wesołowska, 2002

## Publication originale
- Rollard & Wesołowska, 2002 : « Jumping spiders (Arachnida, Araneae, Salticidae) from the Nimba Mountains in Guinea. » Zoosystema, vol. 24, no 2, p. 283-307 (texte intégral).